# Long Phú, Tam Bình
Long Phú là một xã cũ thuộc huyện Tam Bình, tỉnh Vĩnh Long, Việt Nam.

## Địa lý
Xã Long Phú có diện tích 16,33 km², dân số năm 1999 là 8.598 người, mật độ dân số đạt 527 người/km².

## Hành chính
Xã Long Phú được chia thành 6 ấp: 6B, Phú Sơn, Phú Sơn A, Phú Sơn B, Phú Sơn C, Phú Thạnh.